# Uccao
L'Union Centrale des Coopératives Agricoles de l'Ouest (UCCAO) est une union de coopératives agricoles camerounaise fondée en 1958, elle constitue la plus grande coopérative agricole camerounaise de l'Ouest Cameroun. Sa direction générale est située à Bafoussam.

## Histoire
L'UCCAO est fondée le 17 octobre 1958 sous le nom de l'Union des Coopératives de Café Arabica de l'Ouest. Elle regroupe à sa création 7 coopératives dont les plus anciennes sont celles de Dschang et de Foumban créés en 1932 et 1933.  En 1978, l’UCCAO décide de diversifier ses activités et devient l'union centrale des coopératives agricoles.

## Fonctionnement
L’UCCAO regroupe plus de 100.000 planteurs réunis dans six coopératives : CAPLAME (de la Menoua à Dschang),CAPLABAM (des Bamboutos à Mbouda), CAPLABA (du Bamoun à Foumban), CAPLAMI (de la Mifi à Bafoussam), CAPLAHN (du Haut-Nkam à Bafang), CAPLANDE (du Ndé à Bangangté). L'UCCAO a pour mission la transformation et la commercialisation du Café. A cet effet, la coopérative dispose de six usines de décorticage installées dans les villes de Dschang (2 usines), Bafoussam, Foumban, Foumbot et Mbouda. Son capital est de 870 000 000 FCFA.